# Manfredo Araújo de Oliveira
Manfredo Araújo de Oliveira (Limoeiro do Norte, 27 de fevereiro de 1941) é um filósofo brasileiro. Professor, escritor  e sacerdote católico romano, Manfredo é considerado um dos intelectuais mais importantes do Brasil.
A trajetória filosófica de Manfredo remete à própria história da filosofia moderna e contemporânea, iniciando com a tradição da metafísica escolástica, passando pela filosofia transcendental, pelo tomismo transcendental de Karl Rahner e Bernard Lonergan, de quem Manfredo foi aluno, para enfim chegar naquilo que Manfredo chamou de reviravolta linguístico-pragmática, a partir dos pensamentos de Karl-Otto Apel e sobretudo Lorenz Puntel.

## Biografia
Manfredo nasceu em Limoeiro do Norte, Ceará, em 1941. Graduou-se em Filosofia pela Faculdade de Filosofia de Fortaleza (1962), mestrado em Teologia pela Pontifícia Universidade Gregoriana de Roma (1966) e doutorado em Filosofia pela Universidade Ludwig Maximilian de Munique (1971).
Atualmente, é professor emérito da Universidade Federal do Ceará e atua como professor permanente do Programa de Pós-Graduação em Filosofia da UFC (Mestrado e Doutorado). Foi professor visitante na pós-graduação em Filosofia da Pontifícia Universidade Católica do Rio Grande do Sul e no CESEEP, em São Paulo.

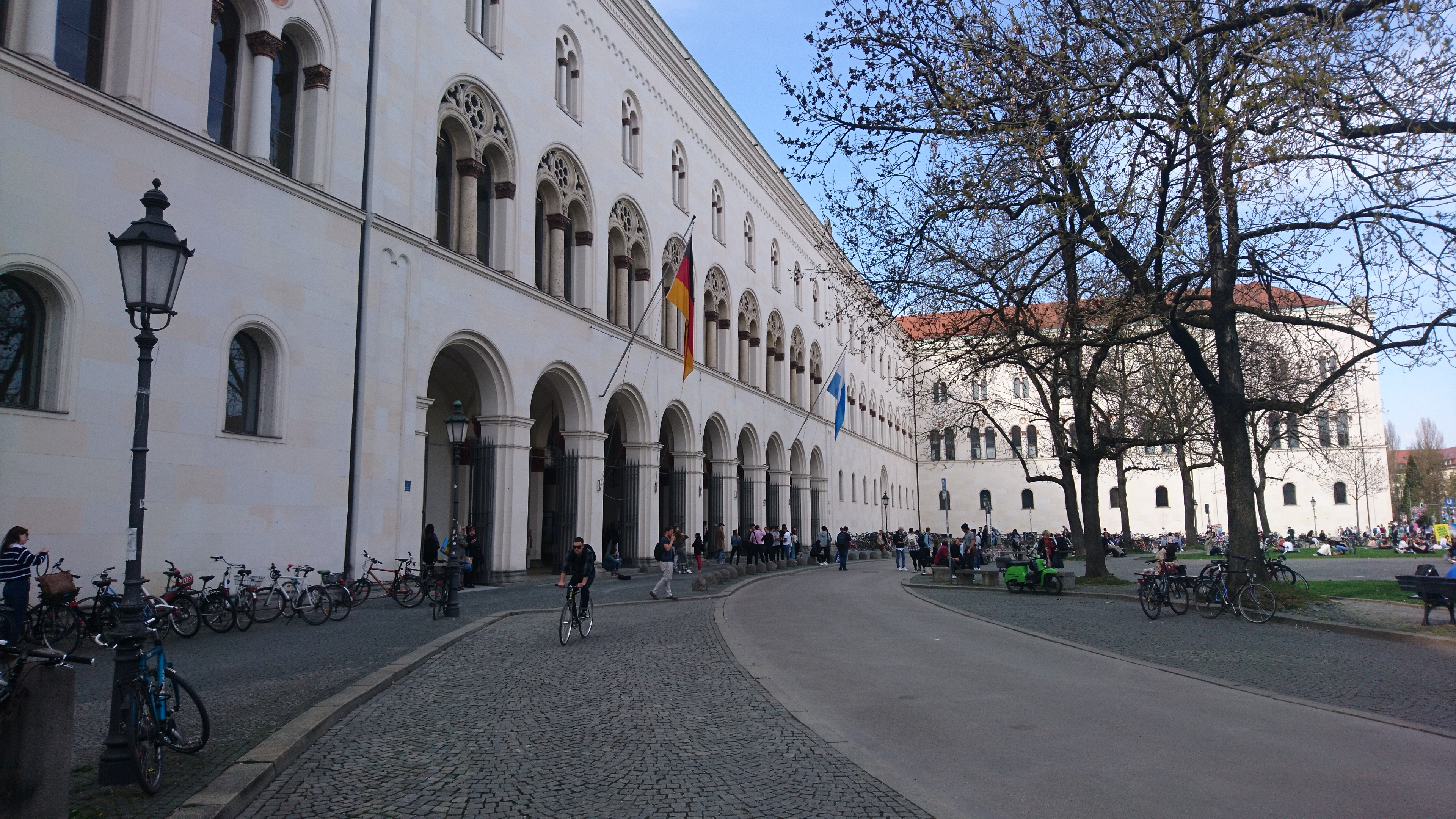
Manfredo doutorou-se na Universidade de Munique.

Manfredo Araújo de Oliveira tem vasta publicação na área de Filosofia e Teologia, tendo quase 8 dezenas de artigos publicados, além de obras centrais no estudo de Filosofia, em Língua Portuguesa, como os Ética e Sociabilidade, Ética e racionalidade moderna, A Filosofia na crise da modernidade e Reviravolta Linguístico-Pragmática na Filosofia Contemporânea. Sua contribuição nos temas da Filosofia Contemporânea, notadamente nas áreas da Ética, é inquestionável. Manfredo Oliveira se destaca por sua reflexão profunda, vertical, em Filosofia, mas sem perder de vista os impasses humanos mais urgentes, como a crise ambiental, a globalização, as crises econômicas, a miséria, entre outros.
Em 7 de setembro de 1968, foi ordenado sacerdote da Igreja Católica, passando a atuar como vigário cooperador na Paróquia do Mucuripe, Fortaleza, Ceará. Entre os anos 1971 e 1978, foi Reitor do Seminário Regional Nordeste 1. Além disso, foi vigário em outras Paróquias de Fortaleza como em Antônio Bezerra e Monte Castelo.
É Primo do pedagogo Lauro de Oliveira Lima e do sociólogo Eduardo Diatahy Bezerra de Menezes.

## Filosofia
A filosofia de Manfredo Araújo de Oliveira se destaca particularmente pela recepção crítica da filosofia transcendental com a qual ele teve especial contato a partir do Mestrado em Teologia (Roma), encontrando professores como Juan Alfaro e Bernard Lonergan, e do Doutorado em Filosofia (Munique), sob a orientação de Max Müller.
A obra oliveiriana abrange desde comentários de historiografia filosófica até a abordagem propriamente sistemática de questões que concernem tanto à filosofia prática quanto à filosofia teórica. Logo, para a sua interpretação, torna-se indispensável a compreensão daquele que devemos tomar como o seu problema fundamental. Evidentemente, a variedade dos títulos e dos temas tratados pelo autor pode sugerir uma dificuldade especial no que tange a esse empreendimento, no entanto, uma leitura mais atenta da obra no seu conjunto, desde Filosofia transcendental e religião (1984) até o mais recente A metafísica do ser primordial (2019), passando pelos textos dedicados à ética (da década de 1990), e mesmo pelo já muito conhecido Reviravolta linguístico-pragmática na filosofia contemporânea (1996), identificamos como preocupação permanente do autor a tentativa de superação da filosofia da subjetividade, característica do pensamento moderno, sobretudo depois da viragem transcendental da filosofia operada por Immanuel Kant.

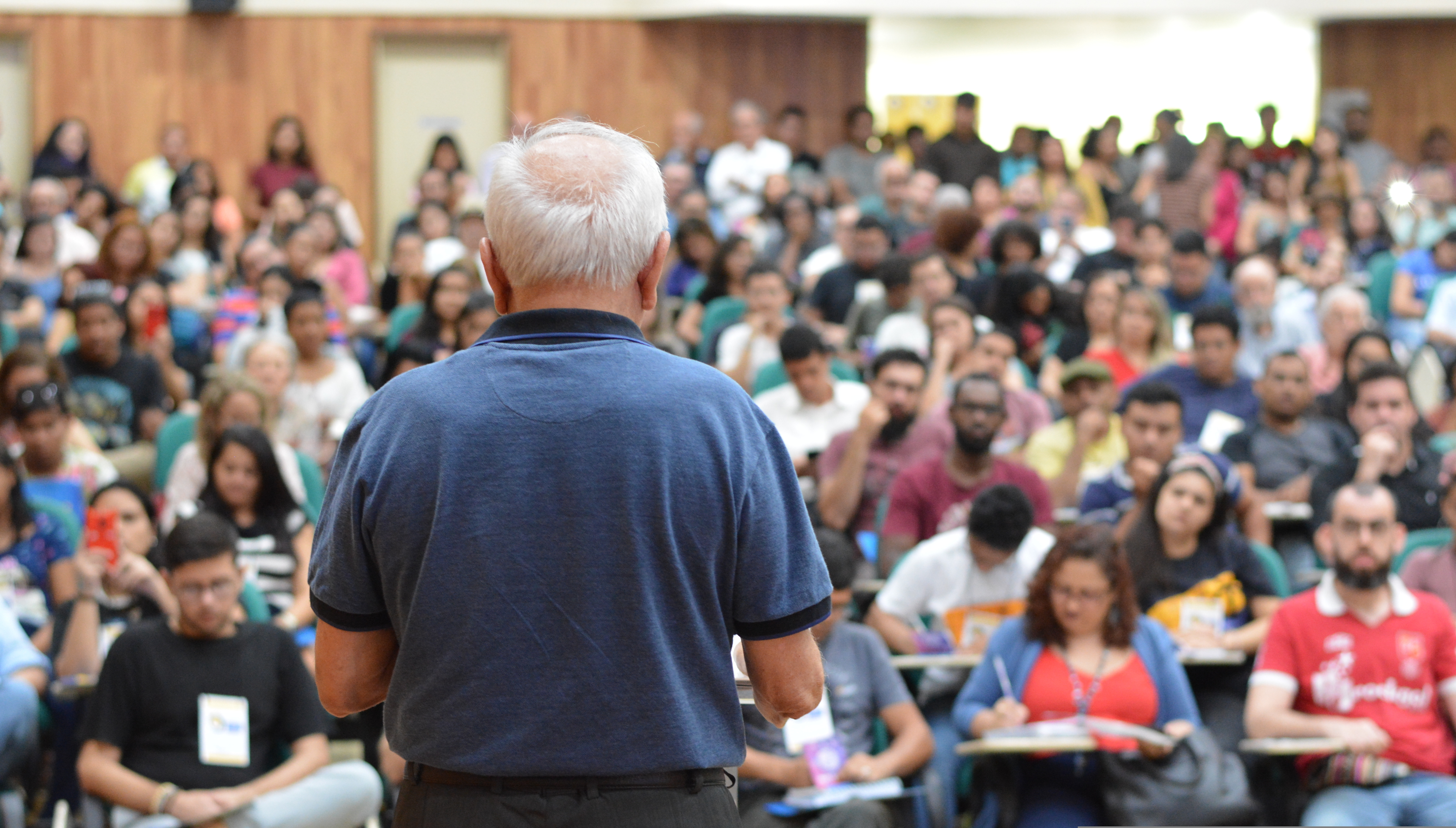
Conferência inaugural do Encontro Estadual de Professores de Filosofia, sediado na Universidade Estadual do Ceará, em 2019.

Porquanto respeitamos a exigência de que um problema filosófico só pode ser considerado capital para um pensador quando for exposto com clareza e distinção, podemos observar já no terceiro capítulo da tese de doutorado de Manfredo Oliveira (1971) essa questão, quando, àquela altura, ela põe como título de parte do seu trabalho “Da filosofia da subjetividade à filosofia do Ser: resumo programático”. É essa a cifra da obra oliveiriana, a chave para a interpretação dos seus esforços de compreensão dos diferentes problemas da filosofia moderna e contemporânea, bem como da sua leitura de Karl Rahner, de Jürgen Habermas e da filosofia de Karl-Otto Apel e Lorenz Puntel.
À variedade dos títulos da obra oliveiriana subjaz a unidade formada pelo esforço de superação da filosofia da subjetividade, o que levou o filósofo a tratar de outros empreendimentos na mesma direção, como o "realismo metafísico" e algumas das principais correntes das filosofias da linguagem. No entanto, a via escolhida por Manfredo Oliveira tem o mérito de escapar das unilateralidades que marcam esses outros caminhos, retomando seriamente as questões fundamentais da filosofia ocidental sem abrir mão das exigências da reviravolta linguística contemporânea.

## Obras
- Subjektivität und Vermittlung. Studien zur Entwicklung des transzendentalen Denkens bei I. Kant, E. Husserl und H. Wagner, W. Fink Verlag, Munique, 1973, 329 p.
- Filosofia Transcendental e Religião. Ensaio sobre a Filosofia da religião em Karl Rahner. São Paulo: Loyola, 1984, 279 p.
- A Filosofia na crise da Modernidade. São Paulo: Loyola, 1989 (3 ed. 2001), 195 p.
- Ética e Sociabilidade. São Paulo: Loyola, 1993 (5 ed. 2015), 290 p.
- Ética e racionalidade moderna. São Paulo: Loyola, 1993 (3 ed. 2002), 194 p.
- Sobre a Fundamentação. Porto Alegre: Edipucrs, 1993 (2 ed. 1997), 108 p.
- Ética e Práxis histórica. São Paulo: Ática, 1995, 190 p.
- Ética e Economia. São Paulo: Ática, 1995, 103 p.
- Tópicos sobre a Dialética. Porto Alegre: Edipucrs, 1996, 226 p.
- A reviravolta linguístico-pragmática na filosofia contemporânea. São Paulo: Loyola, 1996 (4 ed. 2015), 427 p.
- Diálogos entre Razão e Fé. São Paulo: Paulinas, 2000, 222 p.
- Correntes Fundamentais da Ética Contemporânea. (Org.). Petrópolis: Vozes, 2000 (5 ed. 2014), 255p.
- Desafios éticos da globalização. São Paulo: Paulinas, 2001 (3 ed. 2008), 333 p.
- Para além da fragmentação. São Paulo: Loyola, 2002, 271 p.
- O Deus dos Filósofos Modernos. Petrópolis: Vozes, 2002 (2 ed. 2003) 246 p.
- O Deus dos Filósofos Contemporâneos. Petrópolis: Vozes, 2003, 247 p.
- Filosofia Política Contemporânea. Petrópolis: Vozes, 2003, 363 p.
- Dialética hoje. Lógica, metafísica e historicidade. São Paulo: Loyola, 2004, 417 p.
- Metafísica Contemporânea. Petrópolis: Vozes, 2007, 399 p.
- Ética, Direito e Democracia. São Paulo: Paulus, 2010 (2 ed. 2010), 396 p.
- Antropologia Filosófica Contemporânea: Subjetividade e Inversão Teórica. São Paulo: Paulus, 2012, 288 p.
- A religião na sociedade urbana e pluralista. São Paulo: Paulus, 2013, 366 p.
- A Ontologia em debate no pensamento contemporâneo. São Paulo: Paulus, 2014, 268 p.
- A Metafísica do Ser Primordial. L. B. Puntel e o desafio de repensar a metafísica hoje. São Paulo: Loyola, 2019, 365 p.